# Festa di san Gennaro
La festa di san Gennaro è una fiera che si tiene verso la metà di settembre a New York (il 19 settembre a Napoli). La festa, originariamente, era una commemorazione religiosa, mentre, ora, è la celebrazione del rapporto tra italiani e statunitensi.
San Gennaro è il santo patrono di Napoli. Nell'anno liturgico della Chiesa cattolica, si festeggia il 19 settembre. La prima festa di san Gennaro a Little Italy, infatti, si tenne il 18 settembre 1926.
Il cuore della festa è in Mulberry Street, chiusa al traffico per l'occasione e la festa è caratterizzata da parate, da giochi e dai tipici venditori di salsicce e zeppole. La festa inizia con una processione religiosa che parte dalla più antica chiesa del quartiere italiano. Contemporaneamente, una festa simile inizia nel quartiere italiano nel Bronx. I festeggiamenti iniziano di mattina presto e continuano fino a notte fonda, per finire 11 giorni più tardi.